# Johnny Rep
John Nicholaas "Johnny" Rep (Zaandam, 25. studenog 1951.) je bivši nizozemski nogometaš. Trenutno drži rekord po broju zabijenih pogodaka (7) za nacionalnu vrstu na jednom Svjetskom nogometnom prvenstvu.

## Igračka karijera
Igrao je desnog napadača u nizozemskoj reprezentaciji na Svjetskom prvenstvu u Njemačkoj 1974 i Svjetskom prvenstvu u Argentini 1978. Rep je zabio odlučujući gol u finalu Europskog kupa za Ajax Amsterdam, protiv talijanskog Juventusa. Također je pomogao SC Bastiji kvalificirati se u završnicu Kupa UEFA 1978.

## Zanimljivosti
Rep je bio uključen u momčad 'Classic Netherlands' u Konamijevoj igrici Pro Evolution Soccer 6, pod nazivom 'Rak'.